# Редников, Иван Петрович
Иван Петрович Редников (1898—1974) — советский военный и государственный деятель.

## Биография
Родился 9 апреля 1898 года в селе Мача Бодайбинского уезда Иркутской губернии, ныне Олёкминского района Республики Саха (Якутия).
В 1916 году окончил реальное училище в Якутске, где вступил в подпольный кружок «Юный социал-демократ», руководимый большевиками. Участник событий Октябрьской революции и Гражданской войны в России. Участник становления Советской власти в Якутии в 1917—1918 годах. Член РКП(б) с марта 1917 года. В 1918—1919 годах находился на нелегальной работе в армии Колчака. Был председателем Якутской революционной тройки. Работал секретарем уездного комитета РКП(б) в Мариинске. С 1920 года — помощник губернского военкома и военком караульного батальона в Якутске. С 1923 года работал в партколлегии Центральной контрольной комиссии РКП(б).
В 1923—1927 годах Редников учился в Военно-политической академии в Ленинграде. С августа 1927 года служил начальником территориального управления войск Якутской АССР. В 1929—1941 годах занимался военно-политической работой в Московском и Приволжском военных округах.
Все годы Великой Отечественной войны находился в действующей армии. С 1946 по 1948 год служил в группе Советских войск в Германии. С 1948 года — военком Якутской АССР. Имел воинское звание полковник.
И. П. Редников был депутатом Верховного Совета Якутской АССР IV и V созывов от Открытинского избирательного округа Алданского района. С 1956 по 1960 год работал заместителем председателя Президиума Верховного Совета ЯАССР.
С 1960 года жил в Костроме. Долгое время работал секретарем в партийной организации одного из жэков города.
Умер 22 февраля 1974 года.
Награждён орденами Ленина, Трудового Красного Знамени, Отечественной войны I степени, двумя орденами Красного Знамени и орденом «Знак Почета», а также многими медалями.